# Альдама, Хуан
Хуан Альдама (исп. Juan Aldama; 3 января 1774, Сан-Мигель-де-Альенде, Новая Испания — 26 июня 1811, Чиуауа, Вице-королевство Новая Испания) — мексиканский инсургент, революционер, военный, один из лидеров в войне за независимость страны от испанского владычества (1810—1821), национальный герой Мексики.

## Биография
Вступил в армию Новой Испании.
На начало Войны за независимость Мексики служил капитаном кавалерийского полка Фердинанда VII. Вторжение Франции в Испанию в 1808 году, отречение короля Фердинанда VII в пользу Жозефа Бонапарта вызвало в Мексике политический кризис, поставивший её перед необходимостью серьёзного выбора: смириться ли с новым королём, не принять его и поддержать старого, подчиниться колониальному правительству Новой Испании либо взять судьбу Мексики в собственные руки.
В стране стали создаваться группы заговорщиков. В одной из таких групп участвует и Хуан Альдама. При содействии коррехидора Керетаро Мигеля де Домингеса, вместе с его женой Хосефой Ортис де Домингес, капитаном Игнасио Альенде и другими единомышленниками они хотят добиваться национальной независимости. Вскоре из простого участника становится одним из лидеров заговора. Активно участвовал в заговорщических собраниях в поддержку борьбы за независимость, на которых познакомился с отцом революции Мигелем Идальго-и-Костилья и Игнасио Альенде.
Утром 16 сентября 1810 года принял участие в первых боях мексиканской войны за независимость.
Первоначально движение за независимость должны были возглавить Альенде и Альдама, но Мигелю Идальго пришлось начать борьбу раньше, так как заговор был разоблачён, объявив знаменитый призыв, который в мексиканской историографии получил название «Клич Долорес» 16 сентября 1810 года. 22 сентября Мигель Идальго был официально объявлен Капитан-генералом повстанческой армии, а Игнасио Альенде стал генерал-лейтенантом. Пять дней спустя вице-король Новой Испании предложил награду в 10 000 песо за живых или мёртвых главарей движения.
Вскоре под революционные знамена встали десятки тысяч солдат. 28 сентября после кровопролитной резни (ввиду значительного численного превосходства повстанцев над роялистскими войсками и ненависти к колониальным властям, копившейся в течение трёхсот лет) в крепости Алондига-де-Гранадитас повстанцы под командованием Идальго и Альенде занимают Гуанахуато, один из богатейших и важнейших городов страны, где добывалась четверть всего производимого Мексикой серебра. Взятие Гуанахуато было сравнимо со взятием Бастилии во время Великой французской революции. После ряда поражений верный сторонник Игнасио Альенде, Альдама бежал вместе с ним в поисках военной и политической поддержки в Соединённые Штаты зимой 1810 года.
Весной 1811 года Альдама был схвачен испанскими колониальными властями на севере Мексики, доставлен в Чиуауа, предан там военному трибуналу за измену и приговорен к смертной казни. Вместе с Альенде и другими членами повстанческой армии, был расстрелян 26 июня 1811 года.
Его тело было обезглавлено, а череп доставлен в Альхондига- де-Гранадитас в Гуанахуато, где он был выставлен на публичное обозрение в клетке в углу здания. Его останки в 1824 году были перенесены в алтарь Кафедрального собора в Мехико. Затем, в 1925 году прах Альдама перезахоронили в мавзолее у подножия Колонны Ангела независимости в Мехико.

## Память
- В его честь названы несколько городов, деревень и улиц Мексики, в частности:
  - Хуан-Альдама — муниципалитет в штате Сакатекас
  - Альдама (муниципалитет Тамаулипаса)
  - город Хуан-Альдама (Чиуауа)
  - город Леон-де-лос-Альдама
- Его имя высечено золотыми буквами (бронзой с позолотой) на Стене почёта в зале заседаний Палаты депутатов мексиканского Конгресса[источник не указан 332 дня].